# Hans Momsen

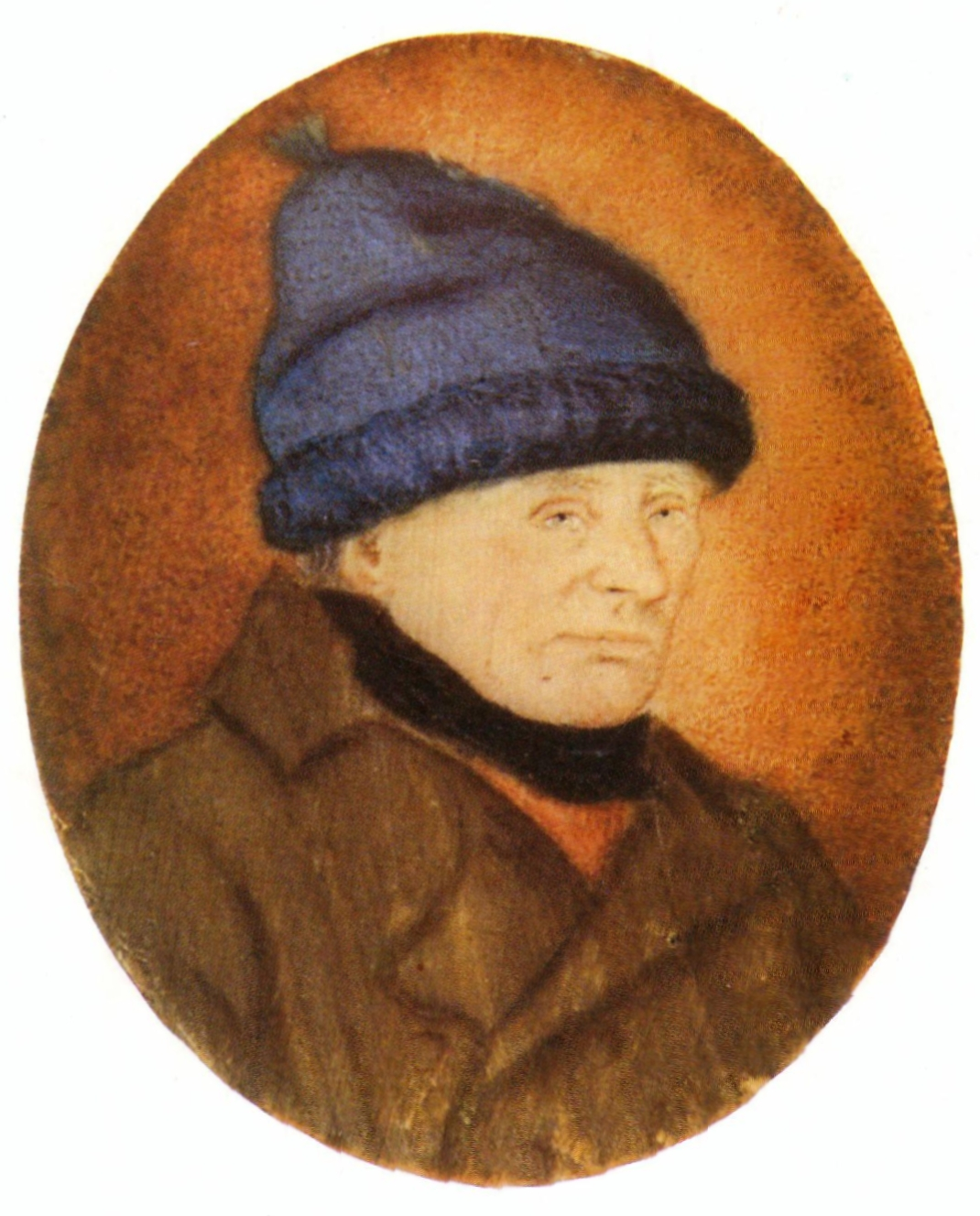
Hans Momsen

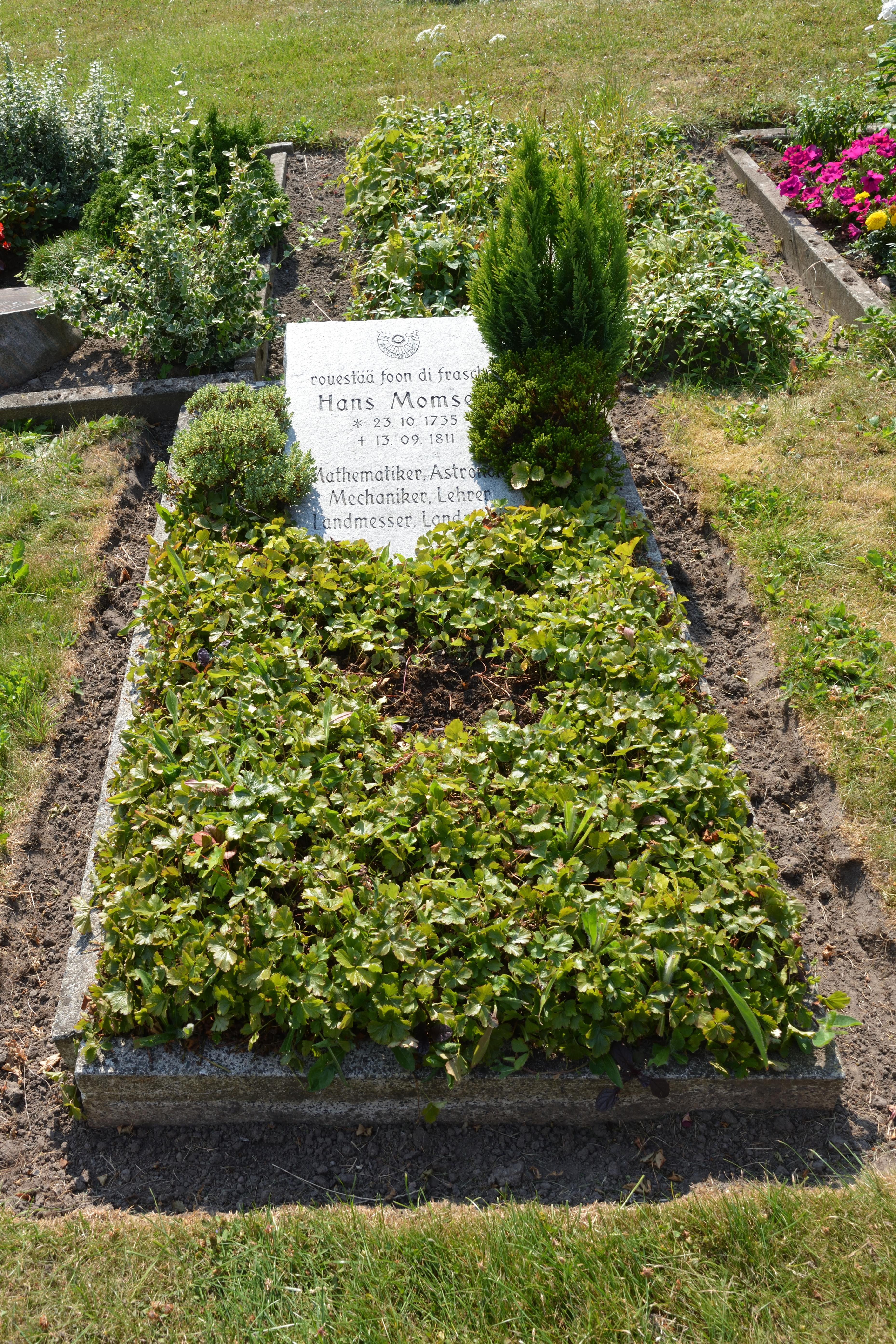
Grave in Fahretoft

Hans Momsen (Fahretoft, 23 oktober 1735 - Fahretoft, 13 september 1811) was een Noord-Friese landbouwer, wiskundige en astronoom.

## Biografie
Hans Momsen werd geboren en groeide op in het dorpje Fahretoft bij de Noordzeekust, dat destijds tot het hertogdom Sleeswijk, ondergeschikt aan de Deense staat, behoorde. Hij was de zoon van landbouwer Momme Jensen, wiens vader leraar navigatie was geweest in de Nederlanden. In 1753 trok hij naar Dithmarschen waar hij landmeter voor dijkenbouw werd. Later nam hij de boerderij van zijn vader over en, leefde als een uomo universale: zonder universitaire opleiding bleek hij in staat om complexe mathematische berekeningen uit te voeren en astronomische toestellen te bouwen. Als autodidact leerde hij vreemde talen om belangrijke wetenschappelijke werken te kunnen lezen. Begaafde scholieren volgden bij hem wiskundeles, landmeetkunde en navigatie. Een van zijn leerlingen werd wiskundeprofessor in Kopenhagen. Daarnaast was Momsen zelf landmeter en bouwde hij ook een orgel voor de dorpskerk van Fahretoft. 
Hans Momsen was gehuwd en had negen kinderen.

## Overige informatie
Het orgel werd slechts kort gebruikt, maar zijn zonnewijzer boven de ingang van de dorpskerk is er nog steeds. In musea kan men astronomische toestellen van zijn hand terugvinden.
De naam Momsen betekent "zoon van Momme", vandaar dat de spelling Momsen en Mommsen door elkaar worden gebruikt. Hans Momsen is evenwel niet verwant met nobelprijswinnaar Theodor Mommsen.
Naar aanleiding van zijn 250e geboortedag stichtte de Kreis Nordfriesland de Hans-Momsen-prijs, die sinds 1986 jaarlijks wordt uitgereikt aan een persoon die zich "voor het culturele leven in Nordfriesland bijzonder verdienstelijk heeft gemaakt".